# Ходадад
Генерал-полковник Ходадад (перс. خدایداد‎) ― министр по борьбе с наркотиками Афганистана.

## Биография

### Ранние годы и учёба
Родился в хазарейской семье в районе Шахристан, провинция Дайкунди. Он был сыном фермера Голяма Али и третьим старшим из пяти детей в семье.
Ходадад окончил начальную школу в Шахристане в 1967 году. В эти годы хазарейцы редко допускались к получению высшего образования в Кабуле из-за племенной дискриминации в стране. Для хазарейцев не существовало никаких специальных школ, и им было очень трудно попасть на учёбу в Кабул. Хазарейские районы находились под большим давлением со стороны центральных органов власти, которые умышленно не предоставляли хазарейцам возможности для образования. Как следствие этого, им было сложно добиться высокопоставленных постов в армии, министерстве иностранных дел, министерстве юстиции или любой другой ключевой роли в правительстве. Однако Ходададу удалось получить место в Кабуле для учёбы. Он с отличиемокончил военный лицей Кабула в 1972 году . Был одним из немногих студентов, отобранных для учёбы в Индии в Национальной академии обороны (НАО), расположенной в городе Хадаквалса возле Пуне, штат Махараштра. Учился в НАО в течение трёх с половиной лет.
После успешного окончания НАО поступил в Индийскую военную академию, расположенную в Дехрадуне, где проучился до 1977 года.

### Военная карьера
После возвращения из Индии Ходадад получил звание лейтенанта в 1977 году, служил командиром взвода и инструктором в школе офицеров запаса. Первый офицер афганской армии родом из Шахристана. Член фракции "Хальк" Народно-демократической партии Афганистана (НДПА).
После Апрельской революции 1978 года и начала войны в Афганистане (1979―1989) продолжал службу в 29-м учебном полку и в 37-й бригаде "Коммандос", в 1983 году стал майором и командиром 444-го полка "Коммандос". В 1985 году был направлен в Военную академию имени Фрунзе, расположенную в Москве, которая считалась одной из самых престижных советских военных академий. Провёл в Москве один год.
В 1984 году, во время правления президента Бабрака Кармаля Ходадад был произведён в генералы. Стал первым офицером из хазарейцев, который оказался удостоен этой чести.
Во время пребывания на посту командира 14-й пехотной дивизией в провинции Газни он сыграл ключевую роль в реализации программы Национального примирения, предложенной Наджибуллой. Ходададу удалось убедить руководителей нескольких групп моджахедов в центральном и северо-восточном Афганистане принять участие в процессе примирения и реинтеграции. Он вспоминает свое время на встречи и беседы с лидерами моджахедов поэтому центральной зоны Афганистана был свидетелем мира и гармонии в конце 1980-х годов. Ходада имел хорошие связи с местными лидерами моджахедов из Вардака, Газни, Бамиана, Уразгана, Логара и районов провинций Пактия и Пактика. Призывал моджахедов из разных племен присоединиться к мирному процессу и стремиться к единству Афганистана, отложив свои разногласия в сторону. В рамках процесса примирения и реинтеграции Ходада создал оперативную группу с участием всех племен, живущих в его зоне ответственности. Оперативная группа состояла из трёх пехотных дивизий: 95-я дивизия располагалась в Газни и Вардаке, 96-я дивизия в Бамиане, а 97-й дивизия в провинции Мазари-Шариф. В это же время он был командиром оперативной группы в этих областях. Его взаимодействие с командирами моджахедов в провинциях Тахар, Кундуз и Баглан было высоко оценено правительством и способствовало повышению ровней безопасности и стабильности в районах, находившихся под его ответственностью.

### Государственный деятель
После падения правительства Наджибуллы в 1992 году и начала гражданских волнений в Афганистане, Ходадад, от имени хазарейцев Афганистана, был назначен министром национальной безопасности в кабинете премьер-министра Моджаддеди Себгатуллы.
После того, как в Афганистане началась гражданская война, Ходада занял нейтральную позицию и поддержал программу сотрудничества и поддержки мирного процесса, предложенную ООН для достижения национального единства и стабильности в Афганистане. Он пытался поддерживать хорошие отношения со всем народом Афганистана, а также с афганцами-эмигрантами. Однако, после того, как талибы взяли страну под свой контроль, он начал попросил политического убежища в Лондоне до самого падения режима Талибана. В 2001 году, после вторжения США, он получил приглашение вернуться на родину со стороны международного сообщества для обеспечения мира, безопасности и национального единства в стране.
В 2004 году Ходадад был назначен Хамидом Карзаем на пост заместителя министра по борьбе с наркотиками и стал членом Национального Совета Безопасности Афганистана. В 2007 году стал министром по борьбе с наркотиками и занимал этот пост до марта 2010 года.
Во время его пребывания на посту министра по борьбе с наркотиками, двадцать из тридцати четырёх провинций Афганистана были объявлены свободными от опийного мака по оценкам ООН. из 203,000 тыс. га, используемых для выращивания мака, Ходададу удалось уменьшить до 123 000 га.
В кабинете президента Карзая Ходадад был одним из немногих министров, которые сохранили свою нейтральность по отношению ко всем фракциям и партиям. По словам своих коллег и представителей международного сообщества, Ходада был знаменит тем, что выступал против коррупции и получил характеристику чистого и прозрачного министра. Фил Забриски отмечал в своей статье «Царь афганского наркотрафика ― самая трудная работа в мире», опубликованной в журнала Fortune, Ходадад «заработал одну из самых чистых репутаций среди всех гражданских служащих в Афганистане».